# Mike Cannon-Brookes

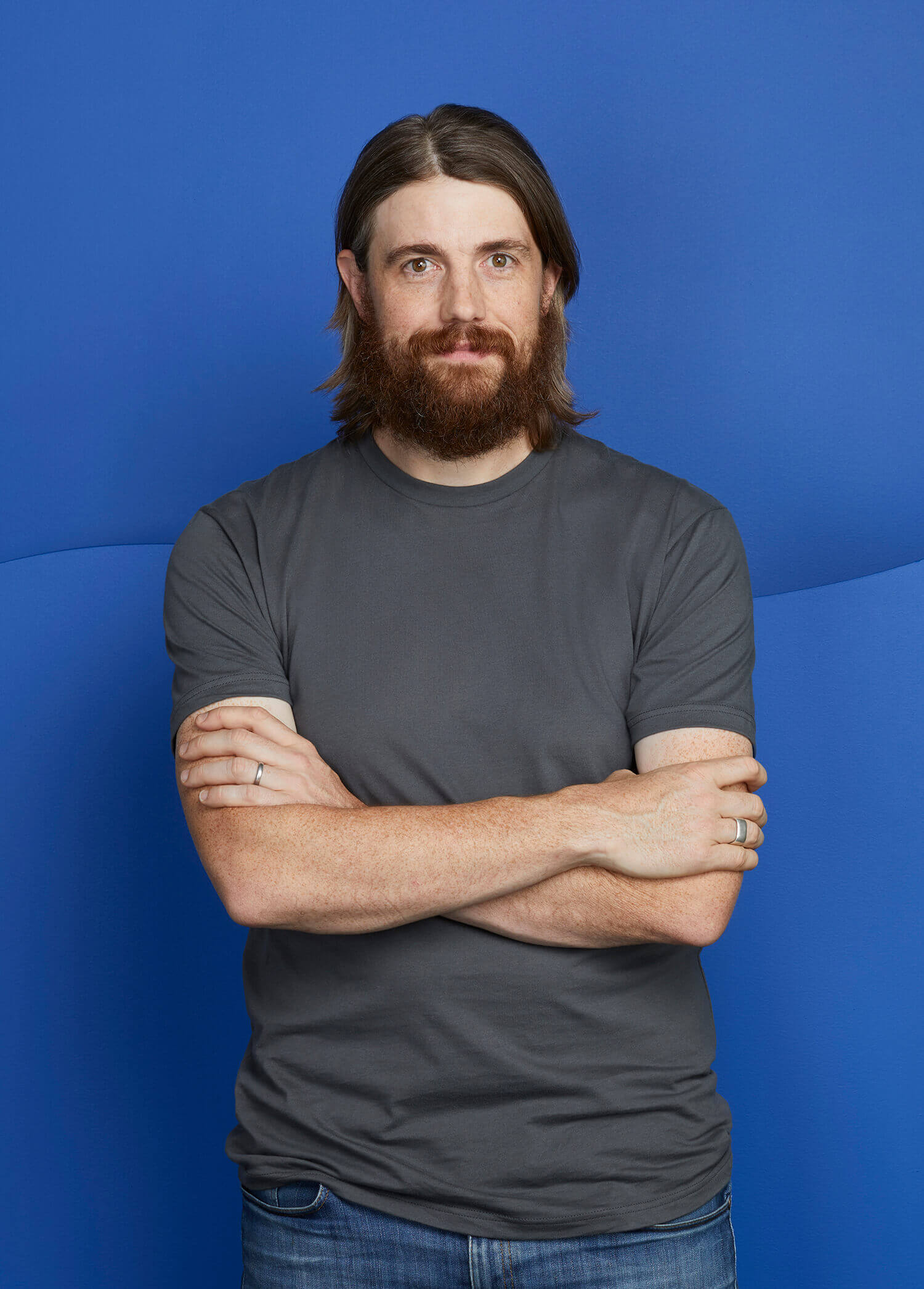
Mike Cannon-Brookes (2018)

Michael Cannon-Brookes (* 17. November 1979 in New Haven, Vereinigte Staaten) ist ein australischer Unternehmer. Er ist Mitbegründer und Chief Executive Officer (CEO) des Softwareunternehmens Atlassian. Mit einem Vermögen von 14,4 Milliarden US-Dollar (Mai 2025) gehörte er zu den reichsten Australiern.

## Laufbahn
Cannon-Brookes wurde als Sohn eines britischen Bankmanagers, der ebenfalls Mike heißt, und seiner Frau Helen in Connecticut geboren. Er hat zwei ältere Schwestern. Seine Kindheit und Jugend verbrachte Cannon-Brookes in den USA, England, Hongkong, Taiwan und Australien. Er ging in Sydney zur Schule und erwarb einen Bachelor-Abschluss in Business Information Technology an der University of New South Wales.
Bevor er Atlassian gründete, war Cannon-Brookes zusammen mit seinem Kommilitonen Niki Scevak Mitbegründer eines Internet-Lesezeichen-Verwaltungstools namens The Bookmark Box. Das Unternehmen wurde im Jahr 2000 an Blink.com verkauft.
Cannon-Brookes war Mitbegründer von Atlassian, einem Unternehmen für Kollaborationssoftware, dessen CEO er ist. Gemeinsam mit Scott Farquhar gründete er das Unternehmen im Jahr 2002, kurz nach Abschluss seines Studiums. Beide finanzierten die Gründung mit Krediten. 2015 erfolgte der Börsengang an der Technologiebörse NASDAQ, wodurch Cannon-Brookes und Farquhar zu Milliardären aufstiegen.
Im Dezember 2020 erwarb Cannon-Brookes zusammen mit dem Qualtrics-Mitbegründer Ryan Smith eine Minderheitsbeteiligung am NBA-Team Utah Jazz. Im November 2021 erwarb er einen Drittelanteil an Blackcourt League Investments, das 75 % des australischen Rugbyteams South Sydney Rabbitohs besitzt.
Cannon-Brookes gründete 2016 Grok Ventures als Family Office. Über sein privates Investmentvehikel investiert er in großem Umfang in grüne Projekte. Im Oktober 2021 verpflichtete er sich, bis 2030 1,5 Milliarden Dollar für Klimaprojekte zu spenden und zu investieren, um das Ziel der COP26, die Erderwärmung auf 1,5 Grad über dem vorindustriellen Niveau zu begrenzen, zu unterstützen. Außerdem gründete er 2022 einen Klimafonds namens Boundless Earth. Gemeinsam mit Unternehmer Andrew Forrest beteiligt er sich auch an dem Großprojekt Sun Cable zur Erzeugung von Solarenergie in Nordaustralien für die Energieversorgung von Singapur, das nach einem Streit zwischen Forrest und Cannon-Brookes im Mai 2023 von Grok Ventures übernommen wurde.
Cannon-Brookes und Farquhar verlegten 2022 den Sitz von Atlassian in die Vereinigten Staaten. Seit September 2024 ist Cannon-Brookes alleiniger CEO des Unternehmens, nachdem Farquhar als Co-CEO zurückgetreten war. Cannon-Brookes besaß 2024 etwa 20 % der Anteile an Atlassian, wobei er über Sonderstimmrechte verfügt.

## Privatleben
Cannon-Brookes heiratete 2010 die amerikanische Modedesignerin Annie Todd und hat vier gemeinsame Kinder mit ihr. 2018 kauften sie Fairwater, das teuerste Haus Australiens für rund 100 Millionen australische Dollar, direkt neben Scott Farquhars Villa. 2023 ließ er sich von seiner Frau scheiden.